# Верегонец
Верегонец — деревня в Белозерском районе Вологодской области.
Входит в состав Глушковского сельского поселения, с точки зрения административно-территориального деления — в Глушковский сельсовет.
Расстояние по автодороге до районного центра Белозерска составляет 7 км, до центра муниципального образования деревни Глушково — 1 км. Ближайшие населённые пункты — Глушково, Панкратовка, Росляково.
Население по данным переписи 2002 года — 12 человек.